# 興田邨

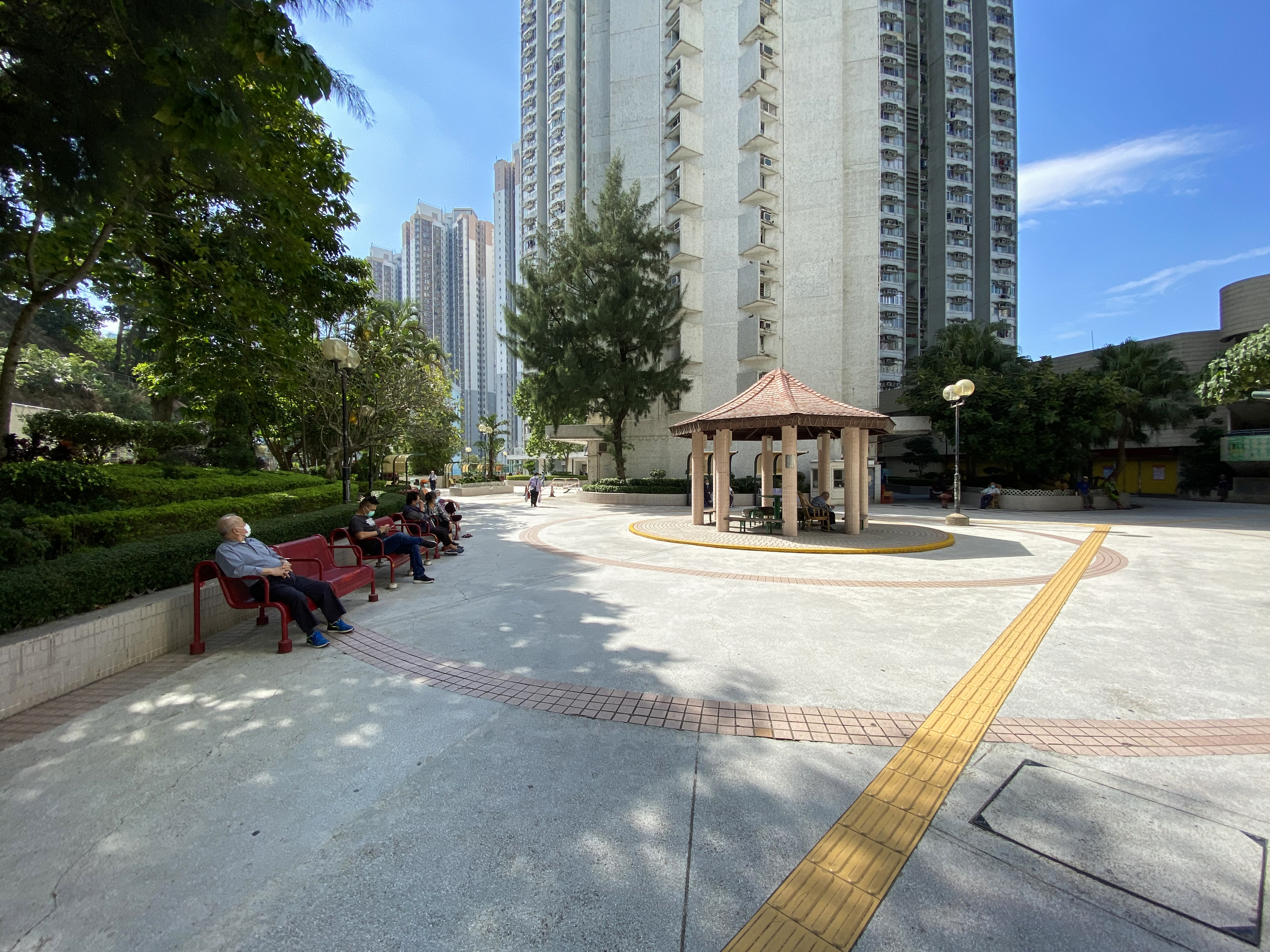
邨內入口設涼亭

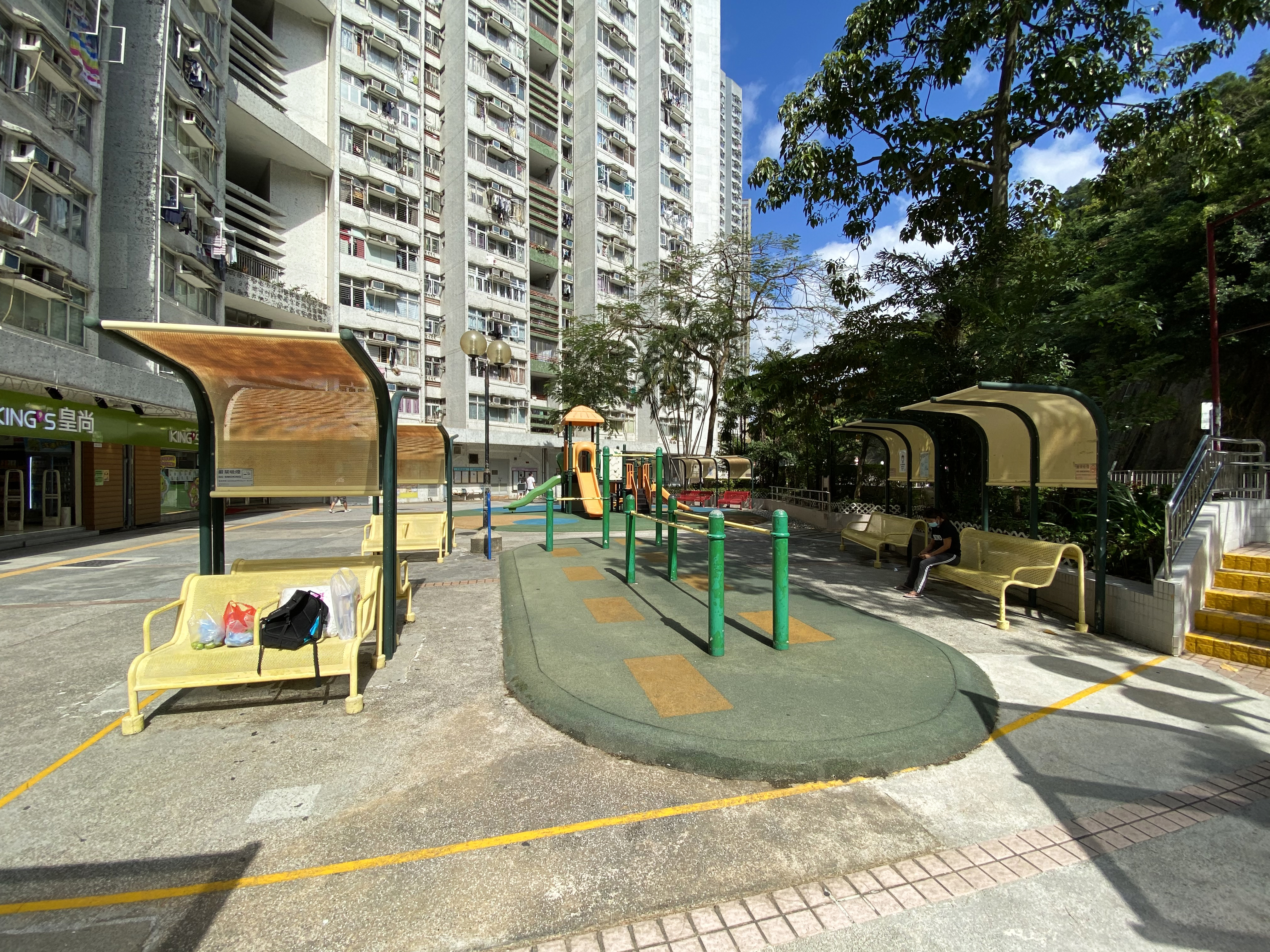
兒童遊樂場、健體區及卵石路步行徑

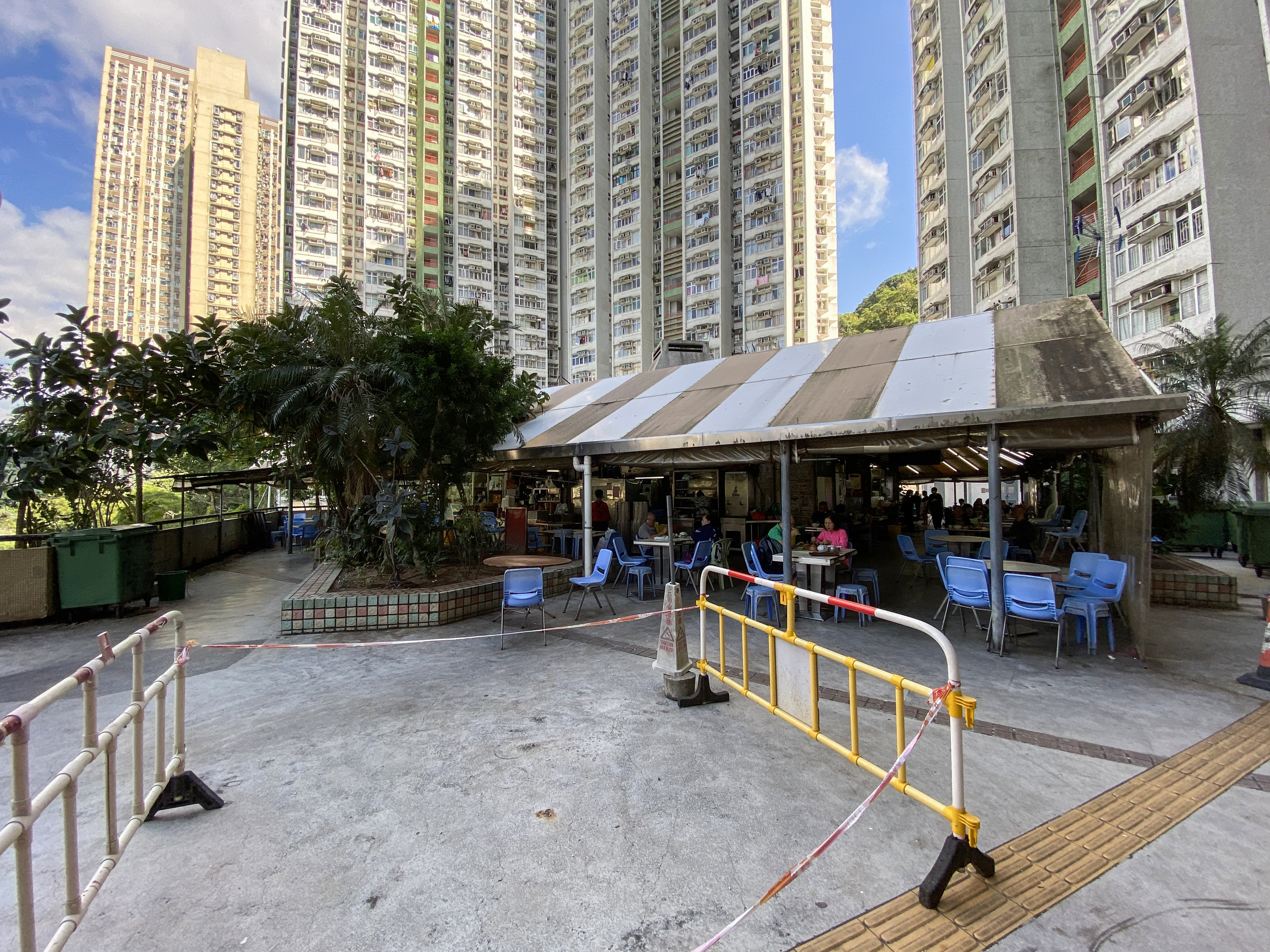
冬菇亭熟食檔

興田邨（英語：Hing Tin Estate，曾經名為藍田北邨）位於九龍觀塘區藍田連德道8號，是市區第一批採用Y3型大廈設計的公共屋邨之一。

## 概要
興田邨所在地段是「NKIL 6377」，於1987年10月至翌年1月落成入伙，並成為藍田邨及秀茂坪邨「問題公屋」大廈居民的指定接收屋邨。
此邨在興建初期，屬於藍田邨的擴展部份，後來分拆為「藍田北邨」，於入伙前再正式命名為「興田邨」。
其後於2001年在租者置其屋計劃（第四期）把單位出售給所屬租戶，現已成立業主立案法團；截至2020年中，興田邨單位出售率為87.9%，是市區出售率最高的租置屋邨。

## 屋邨資料

### 樓宇
| 樓宇名稱（座號） | 樓宇類型            | 落成日期   | 層數 | 每層伙數 | 每座單位總數（伙） | 承建商   | 提供升降機的廠商 | 期數（所屬項目）   |
| ---------------- | ------------------- | ---------- | ---- | -------- | ------------------ | -------- | ---------------- | ------------------ |
| 恩田樓（第1座）  | Y3型 （早期型設計） | 1988年1月  | 34   | 24       | 816                | 瑞安建業 | 迅達             | 2 （藍田擴展項目） |
| 美田樓（第2座）  | Y3型 （早期型設計） | 1987年12月 | 34   | 24       | 816                | 瑞安建業 | 迅達             | 2 （藍田擴展項目） |
| 彩田樓（第3座）  | Y3型 （早期型設計） | 1987年10月 | 34   | 24       | 816                | 瑞安建業 | 迅達             | 2 （藍田擴展項目） |

### 設施
屋邨設熟食中心、兒童遊樂場、健身區、郵筒及涼亭。而大廈地面設多間商店，包括7-11便利店、麵包店、洗衣店、互助委員會、區議員辦事處、公廁、中國基督教播道會興田邨道真堂愛禮信長者中心  和閱報室等。
停車場設330個車位，於2014年被投資者林子峰以2.1億元購入，命名為「藍天新城」。到2015年，林子峰拆售停車場300個車位，在兩小時內掃清，套現2.1億港元。

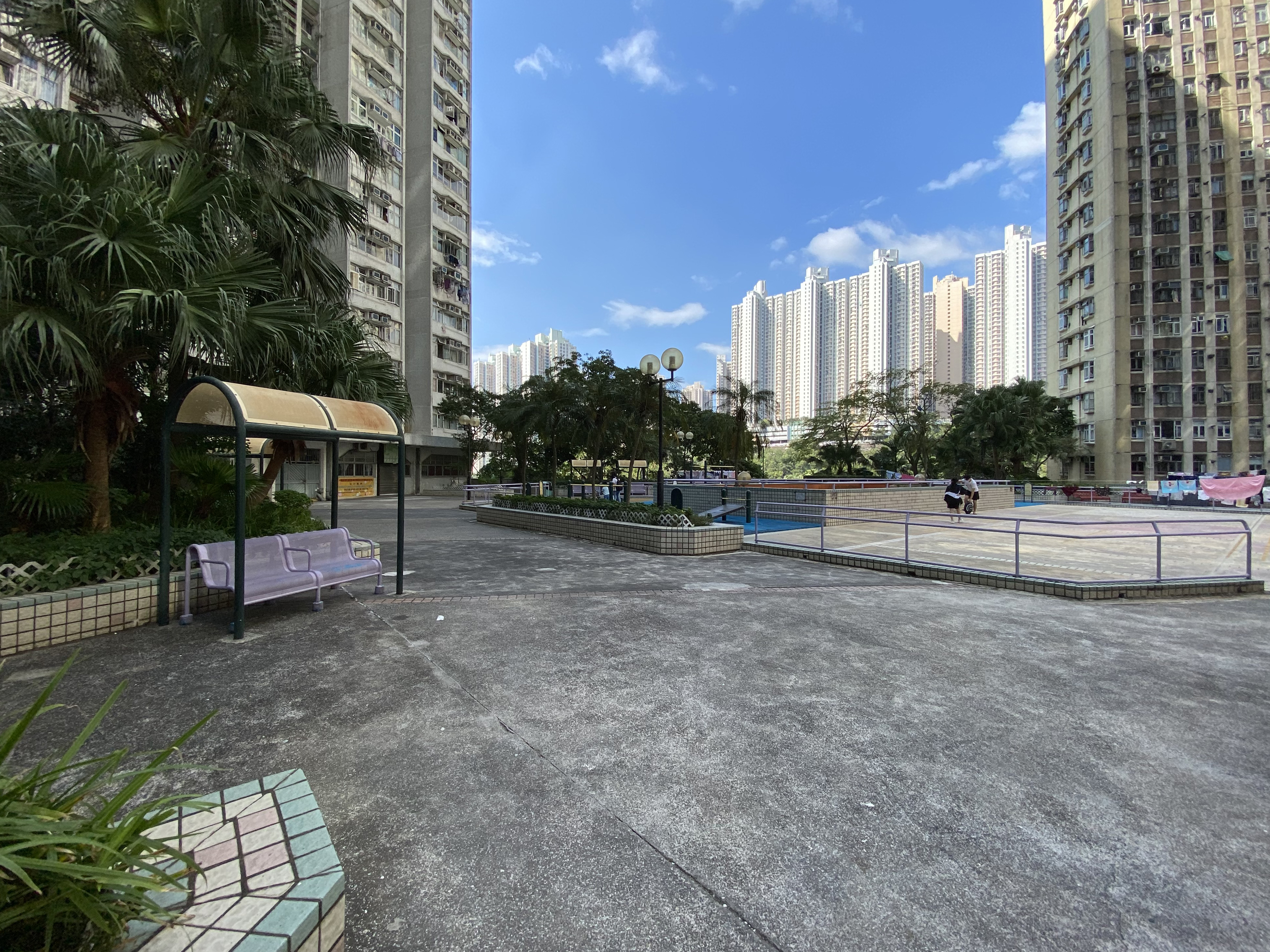
花園平台
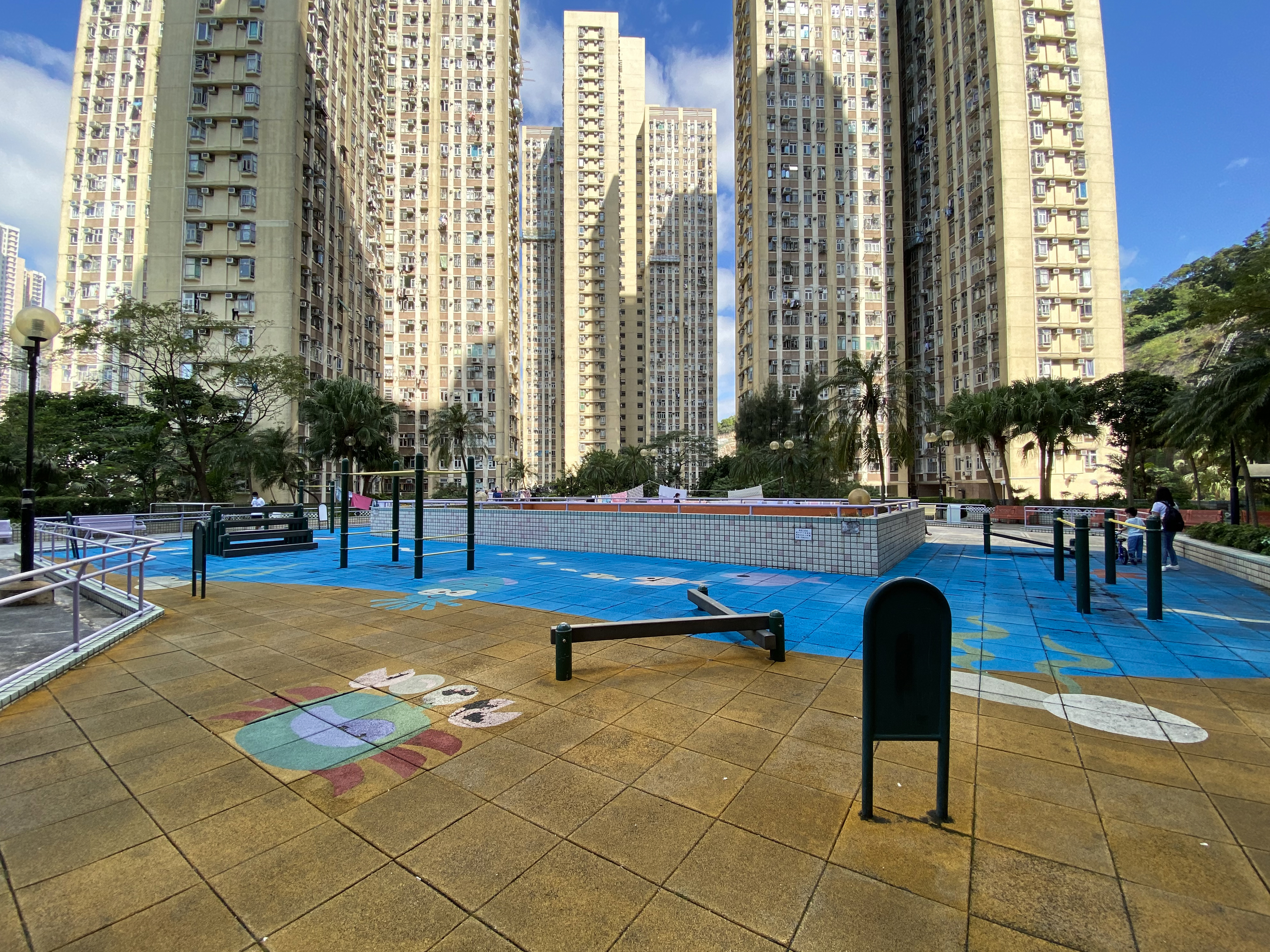
健身區
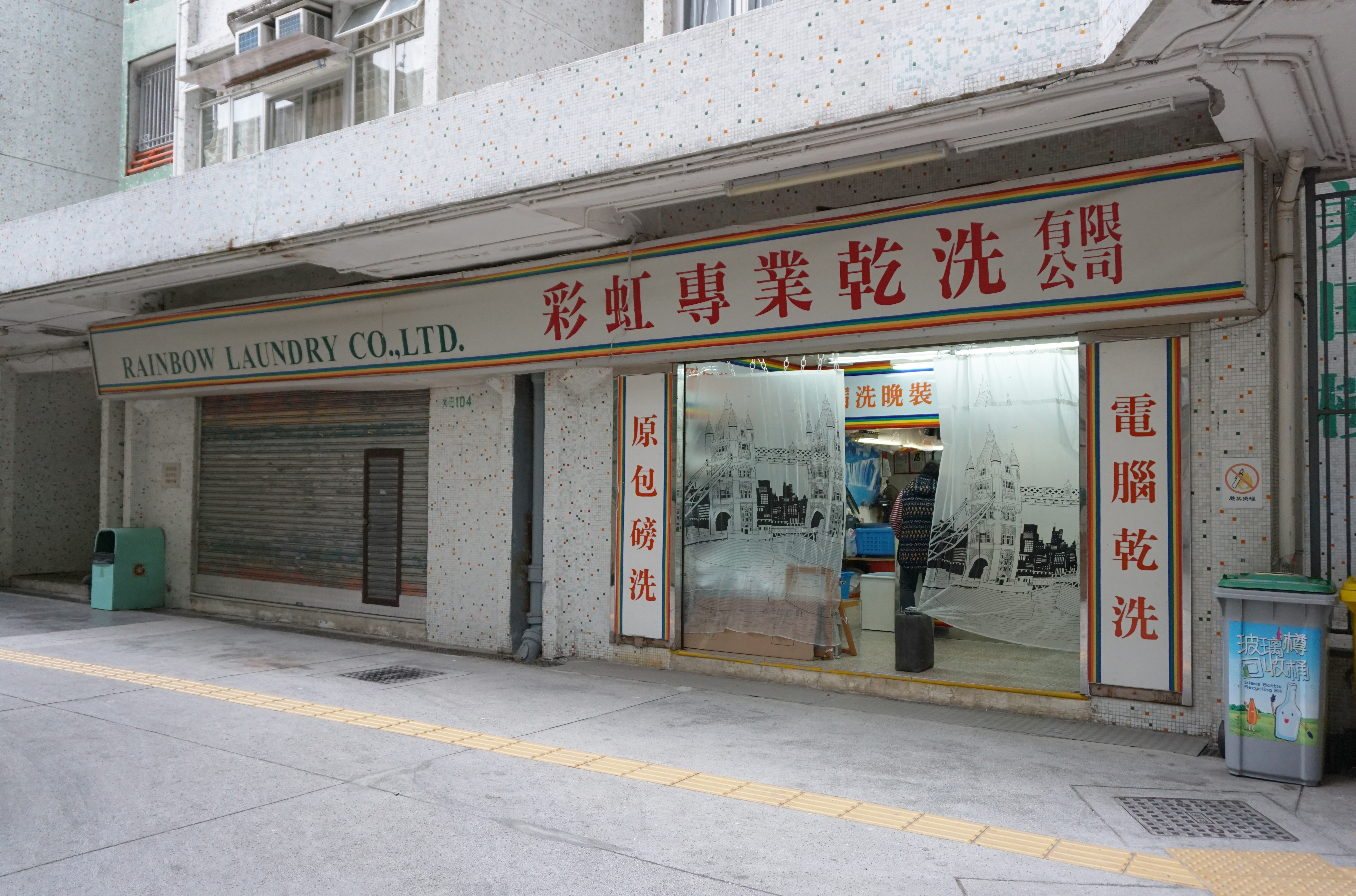
美田樓西北面地舖
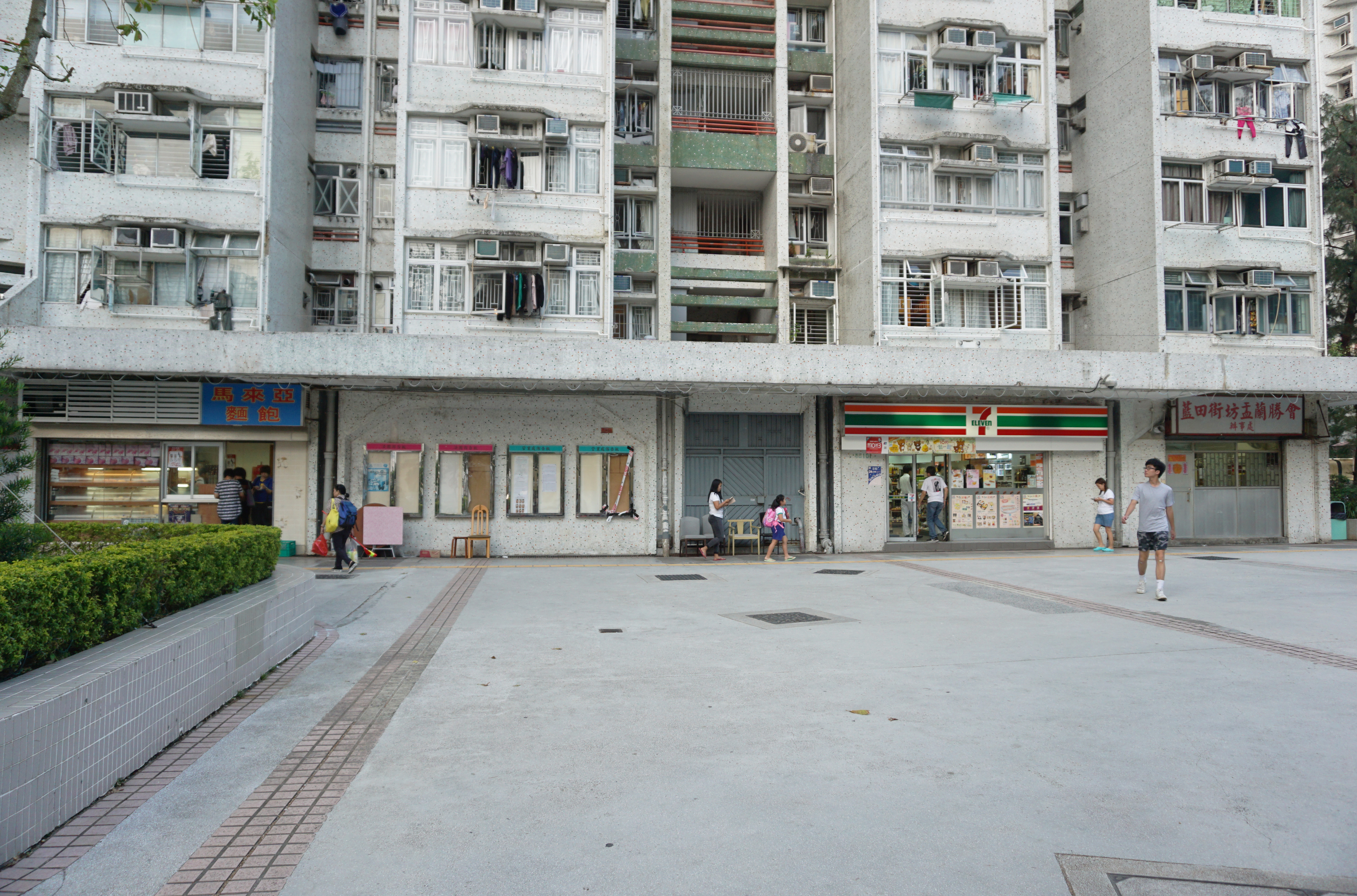
恩田樓地舖
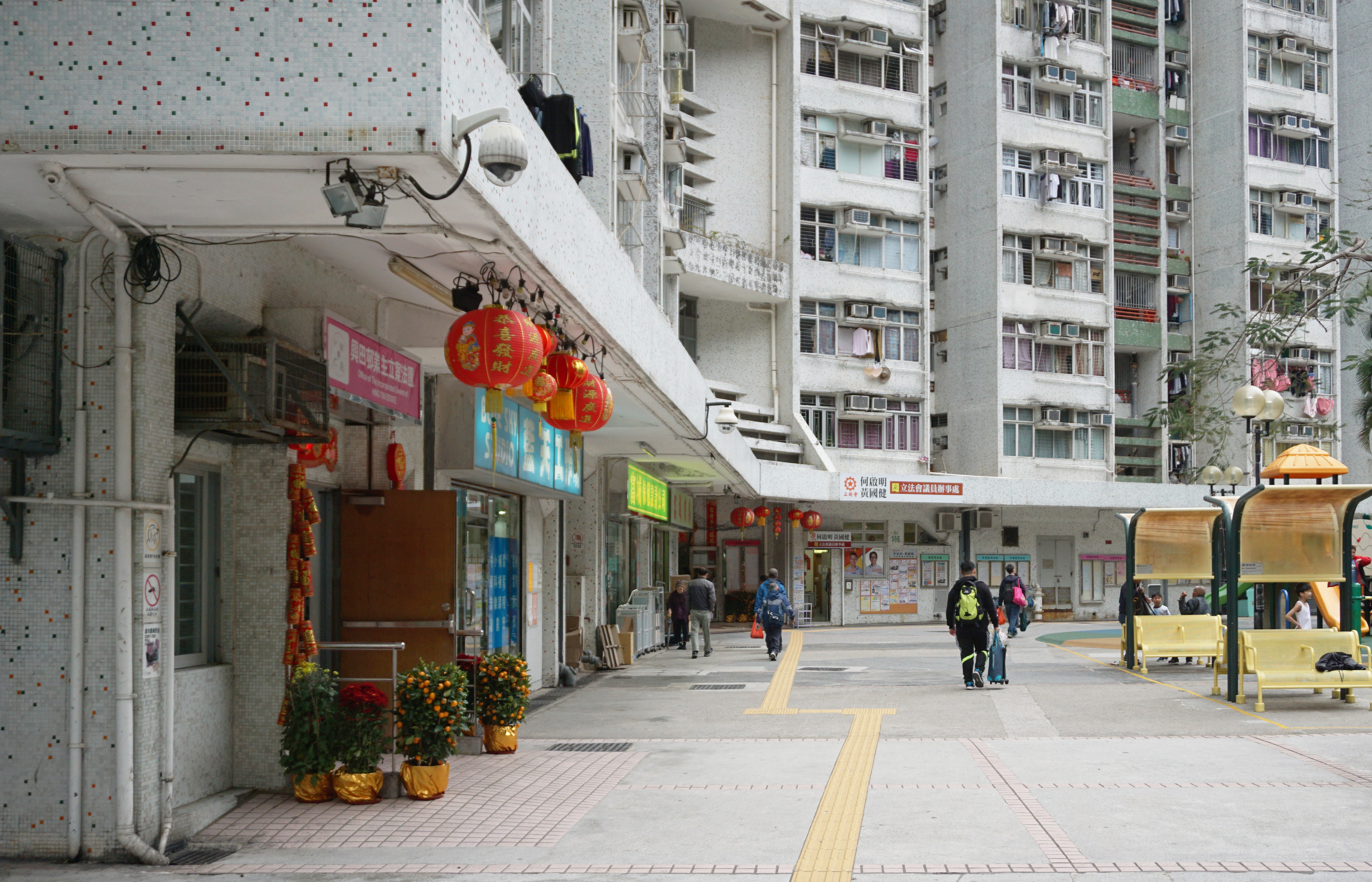
美田樓南面地舖
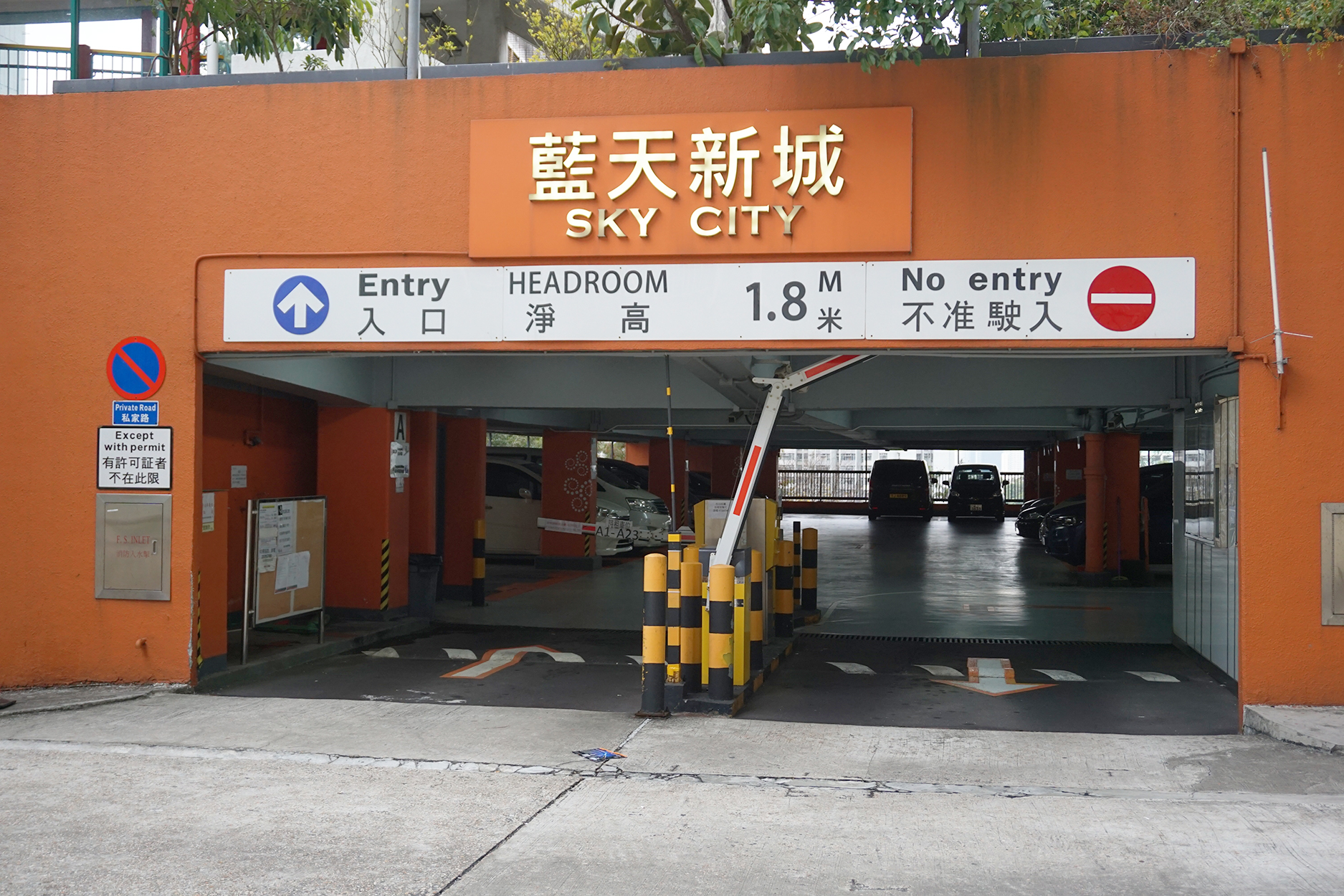
「藍天新城」停車場

### 興田商場及街市
興田商場樓高2層，樓面面積達28,313呎。

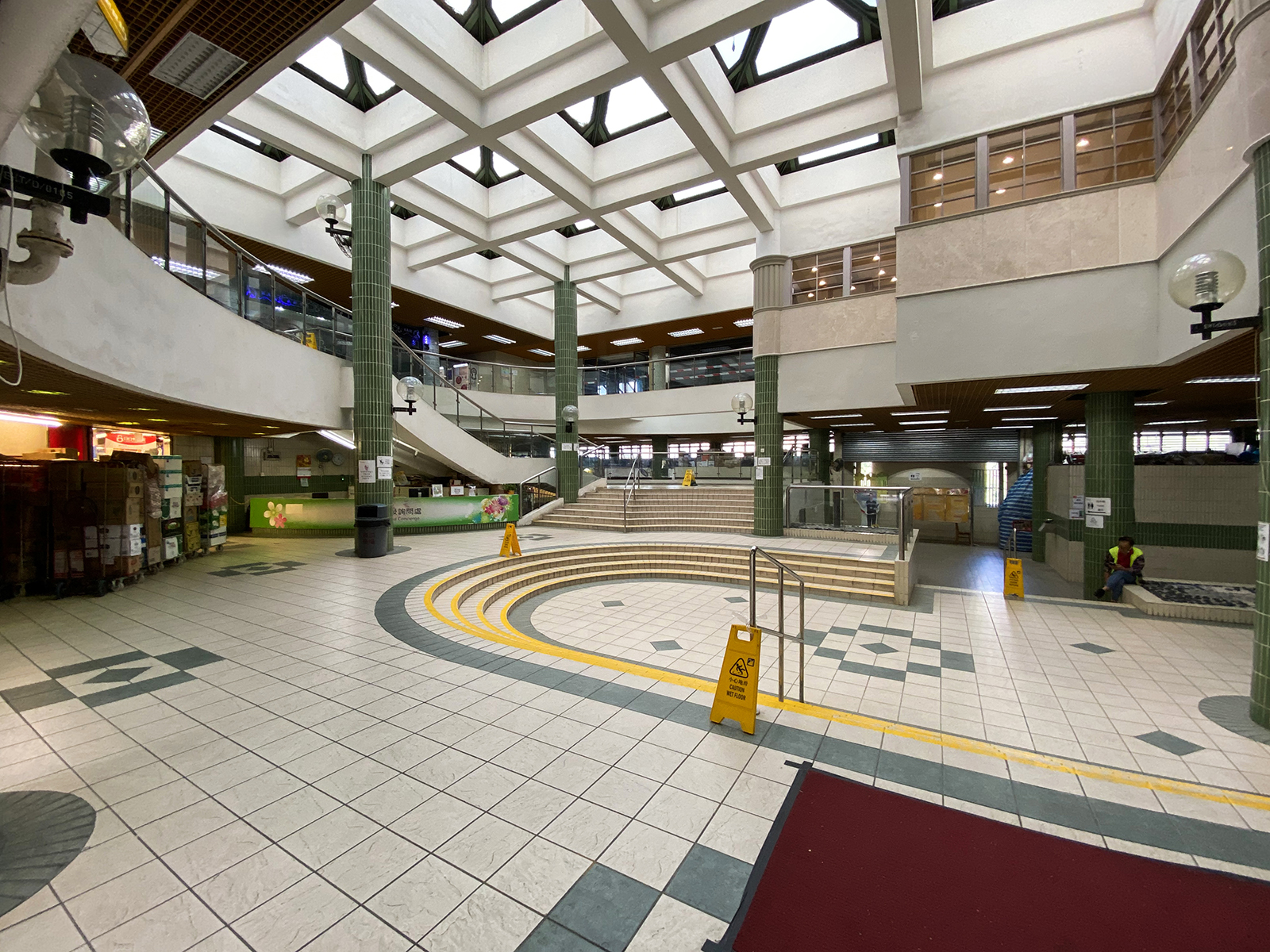
興田商場中庭保留1980年代的裝修

2014年5月，林子峰以2.1億港元向領展購入興田商場。2樓其後有8間商店合併為酒樓「喜悅皇宮」，同層設有自助提取貨物櫃「順便智能櫃」。
2021年1月，陳秉志及林子峰將商場以2.4億轉售予嘉濤控股，並將改建為一間護理安老院。
目前商場內約有一半舖位空置，只有惠康超級市場、藥材舖、診所、水電工程、髮型屋及雜貨店等。在2010年1月，70名居民於邨內集會，之後到中環領匯辦事處請願，要求回復興田商場原有用途及提高服務水平。其中位於地面的街市因人流不多，業主也沒有減租下，只有少量商鋪仍然營業，非常冷清。居民要多花十數分鐘到鄰邨街巿購物，同時多年來對商場現況感到不滿，希望業主吸引更多商鋪進駐，方便居民。

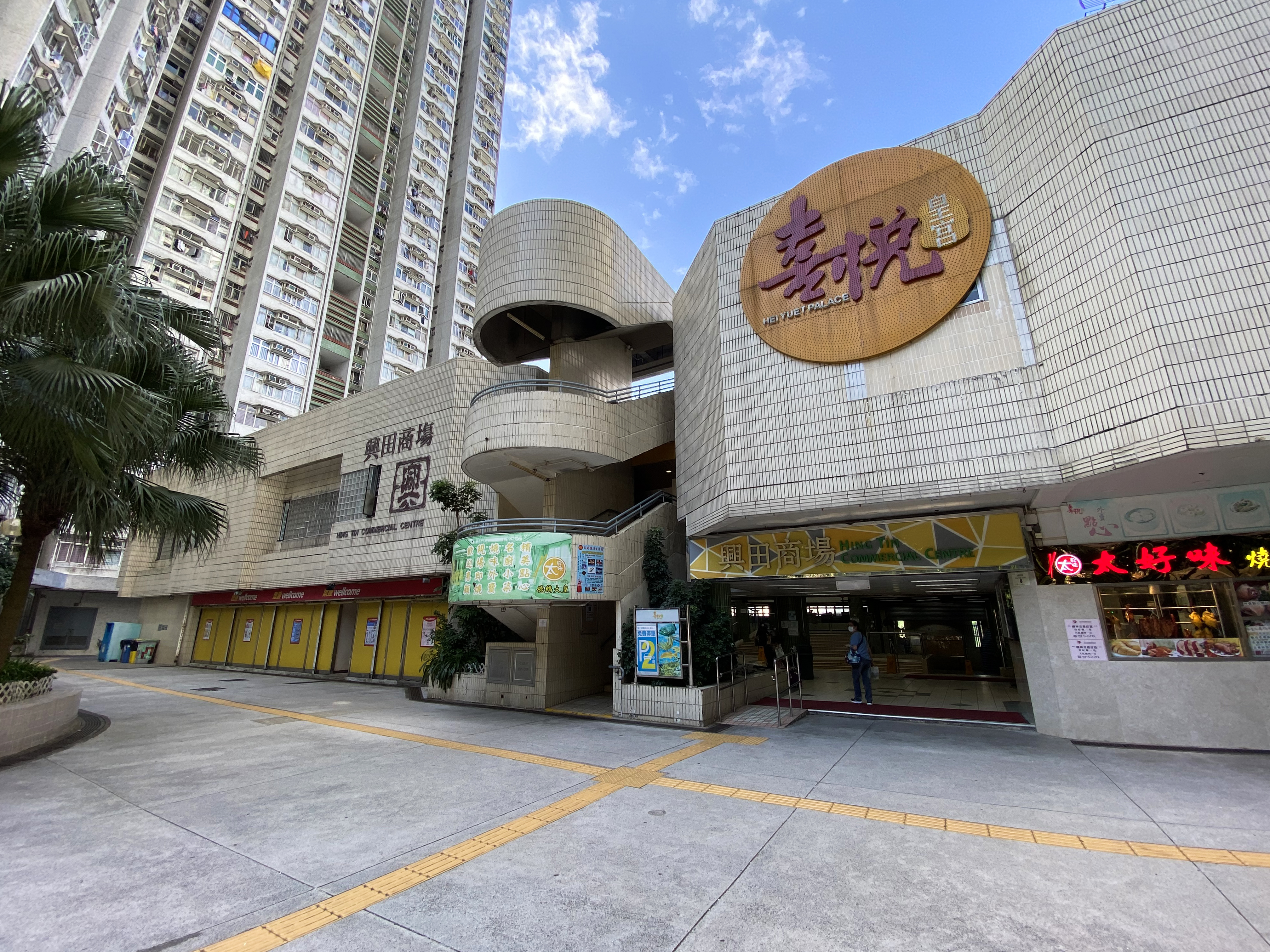
興田商場外貌
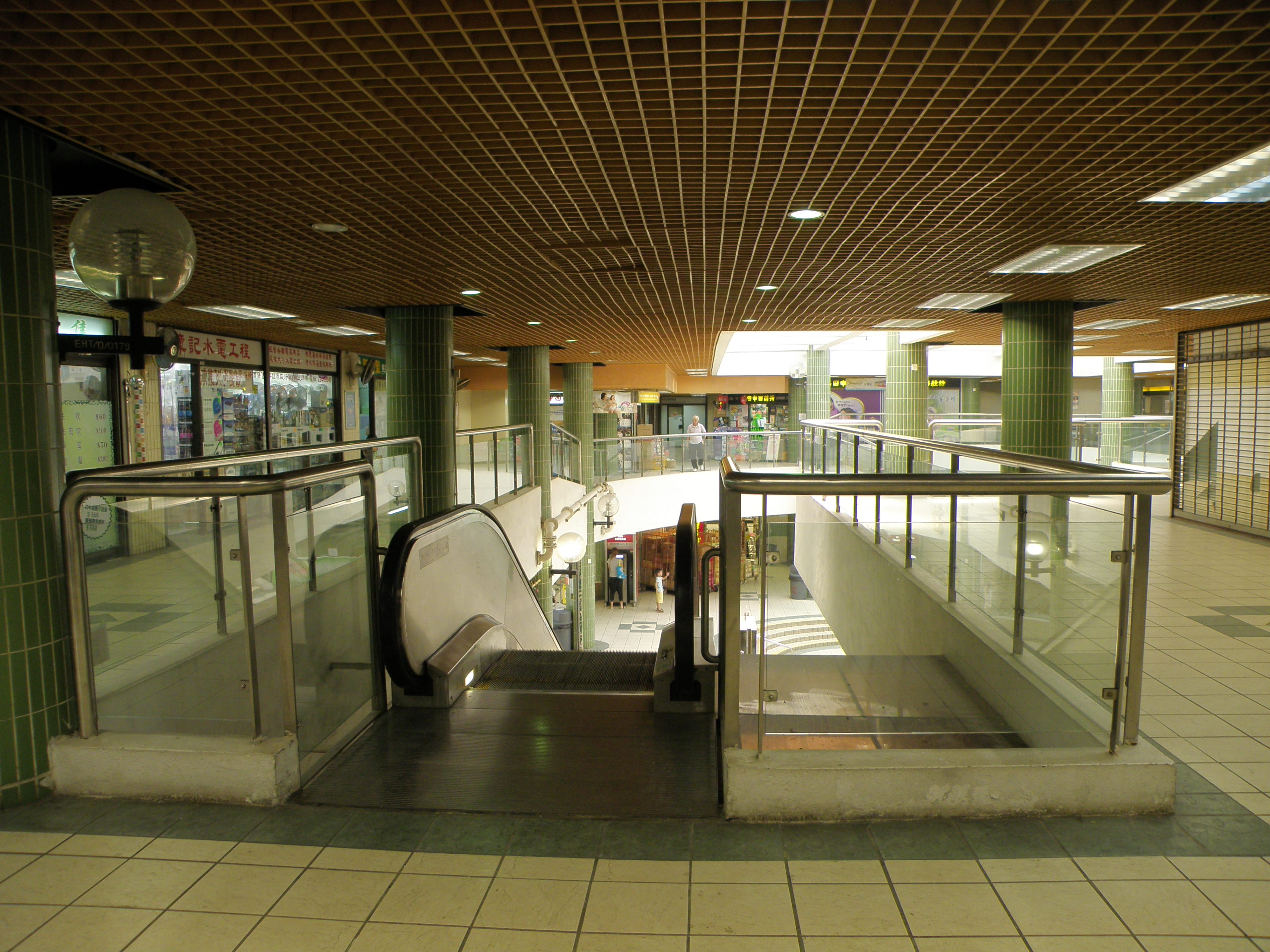
興田商場2樓（2015年）
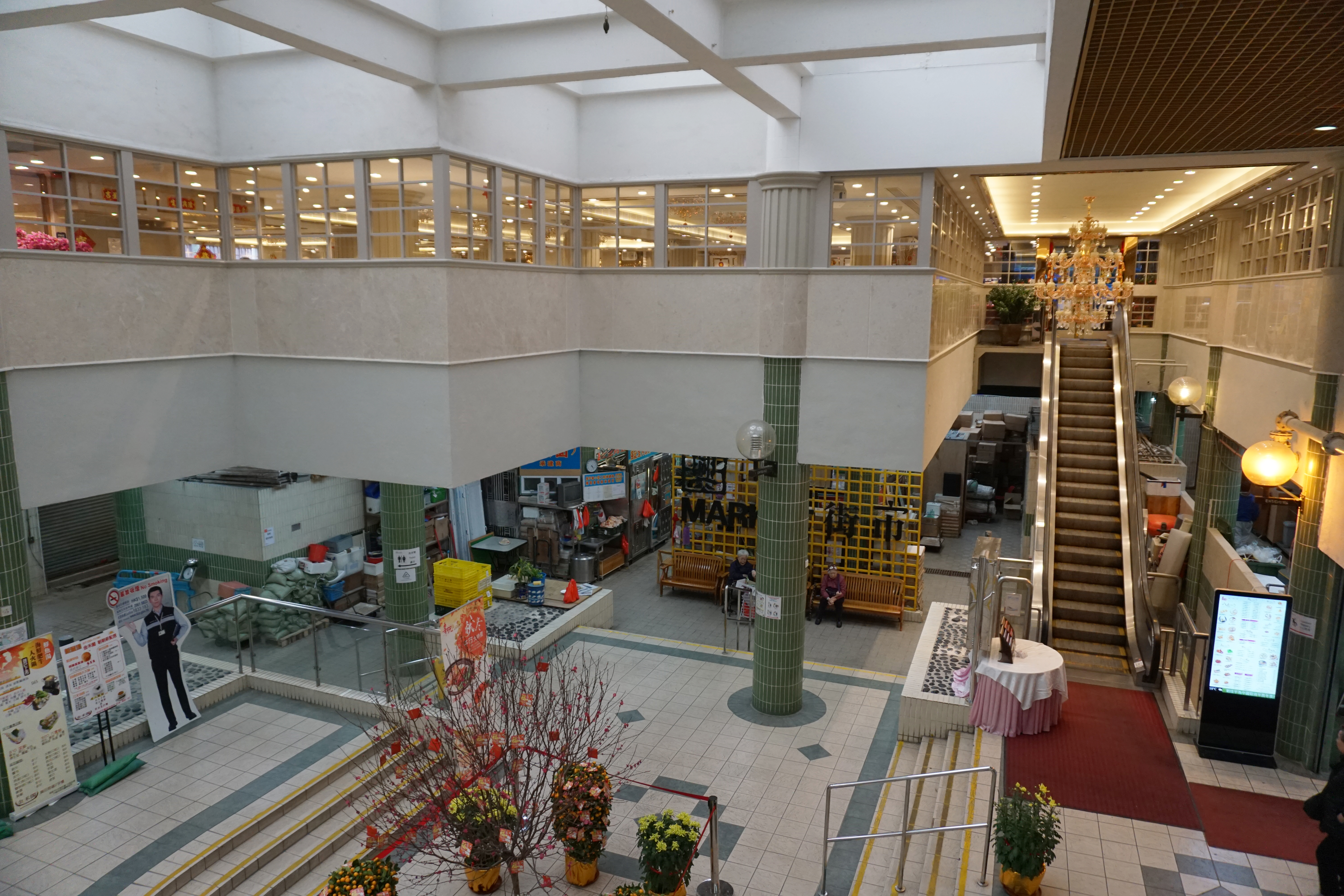
興田商場2樓部份範圍在2017年改為酒樓「喜悅皇宮」
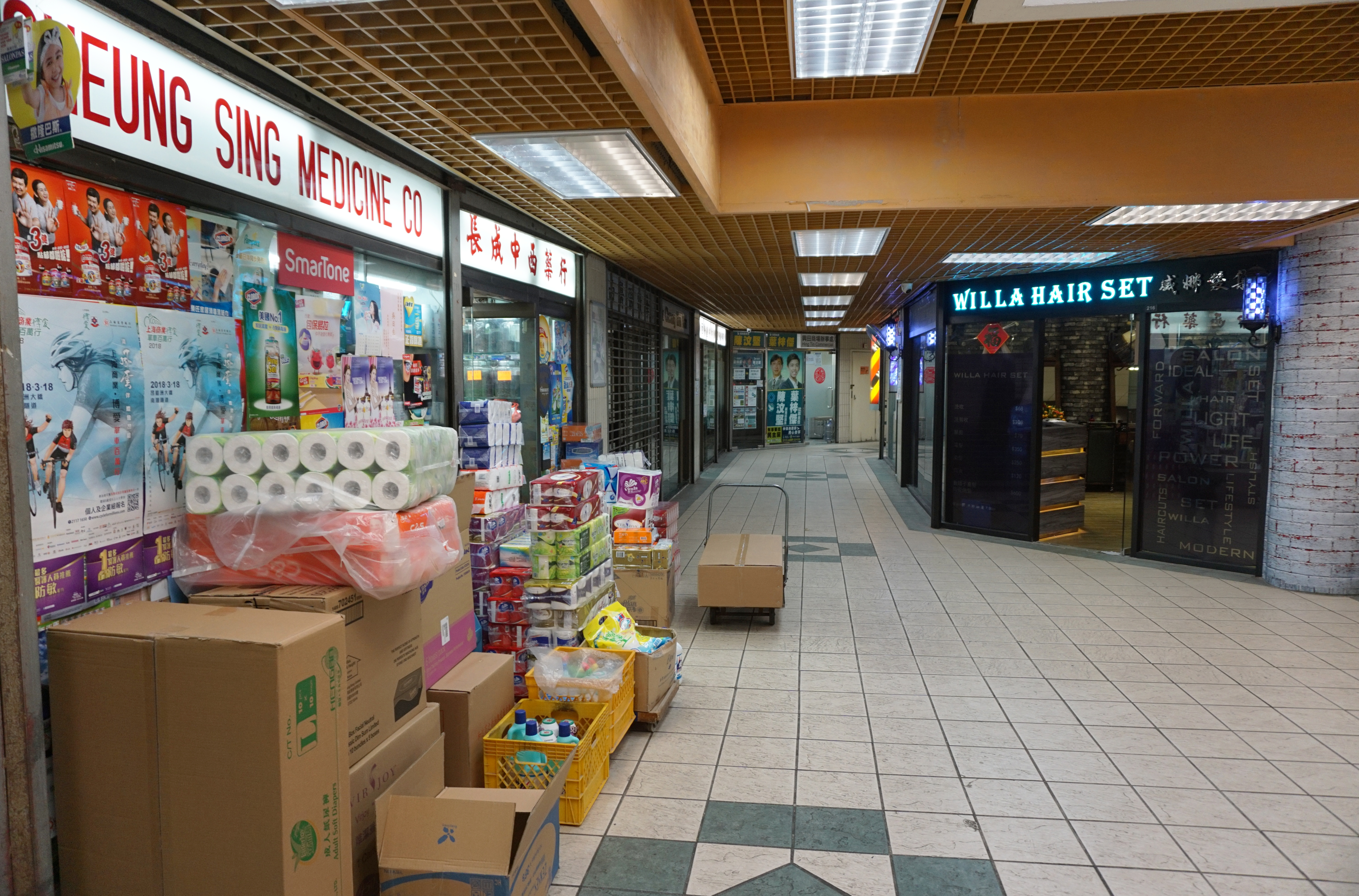
商場2樓藥房、西醫、區議員與商場辦事處、理髮店
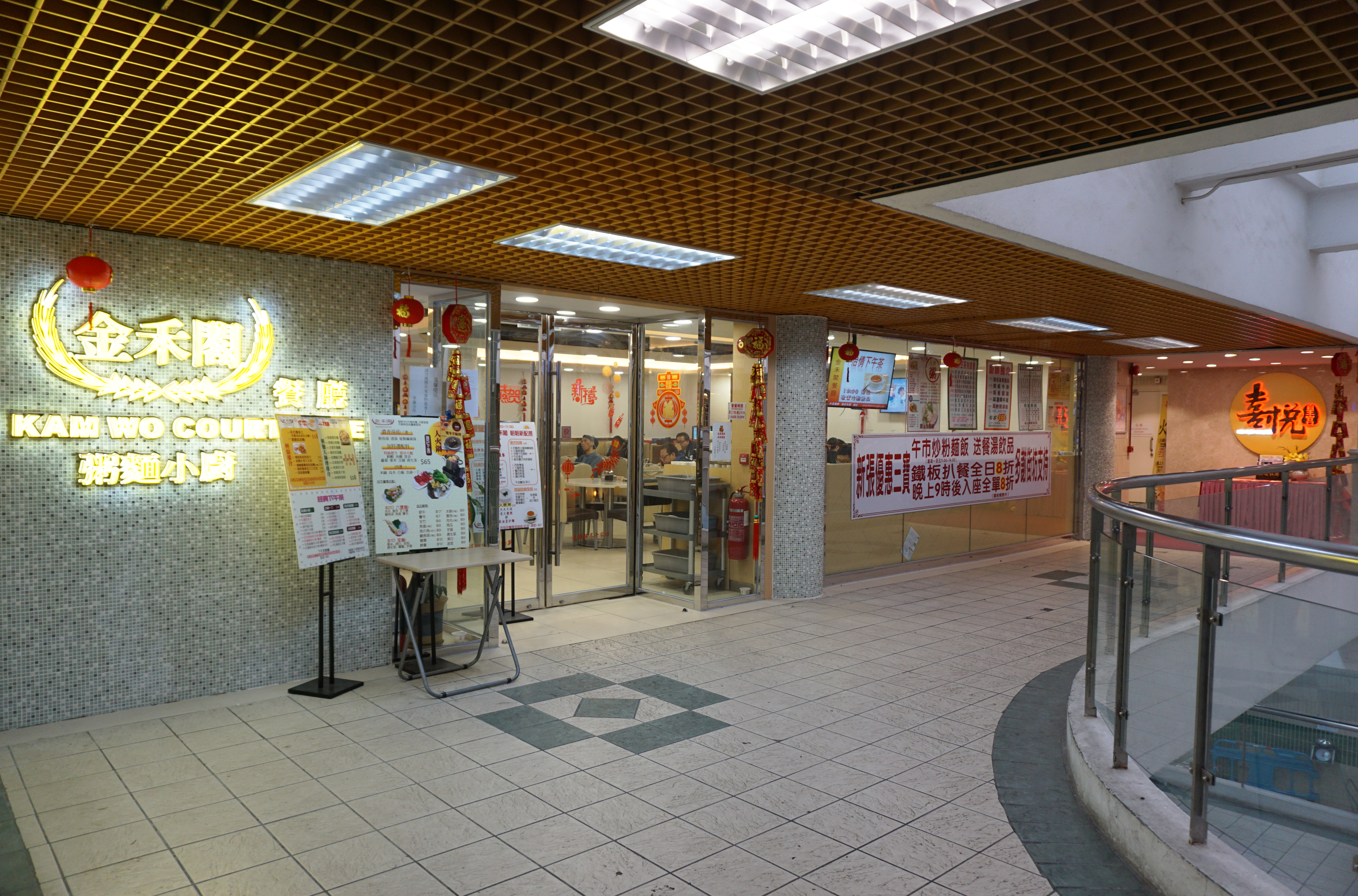
商場2樓茶餐廳及酒樓入口
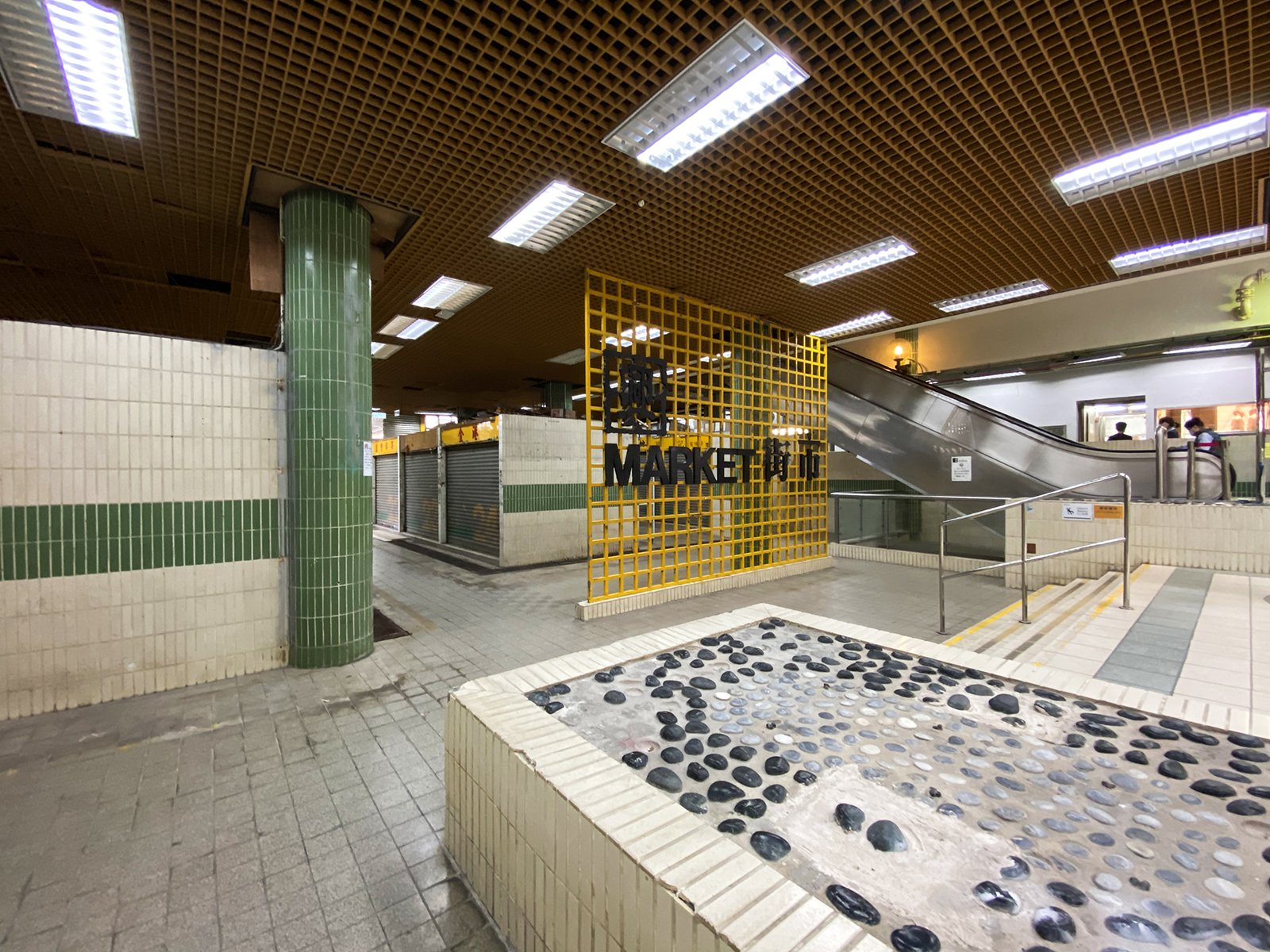
街市採用開放式設計，沒有與商場分隔
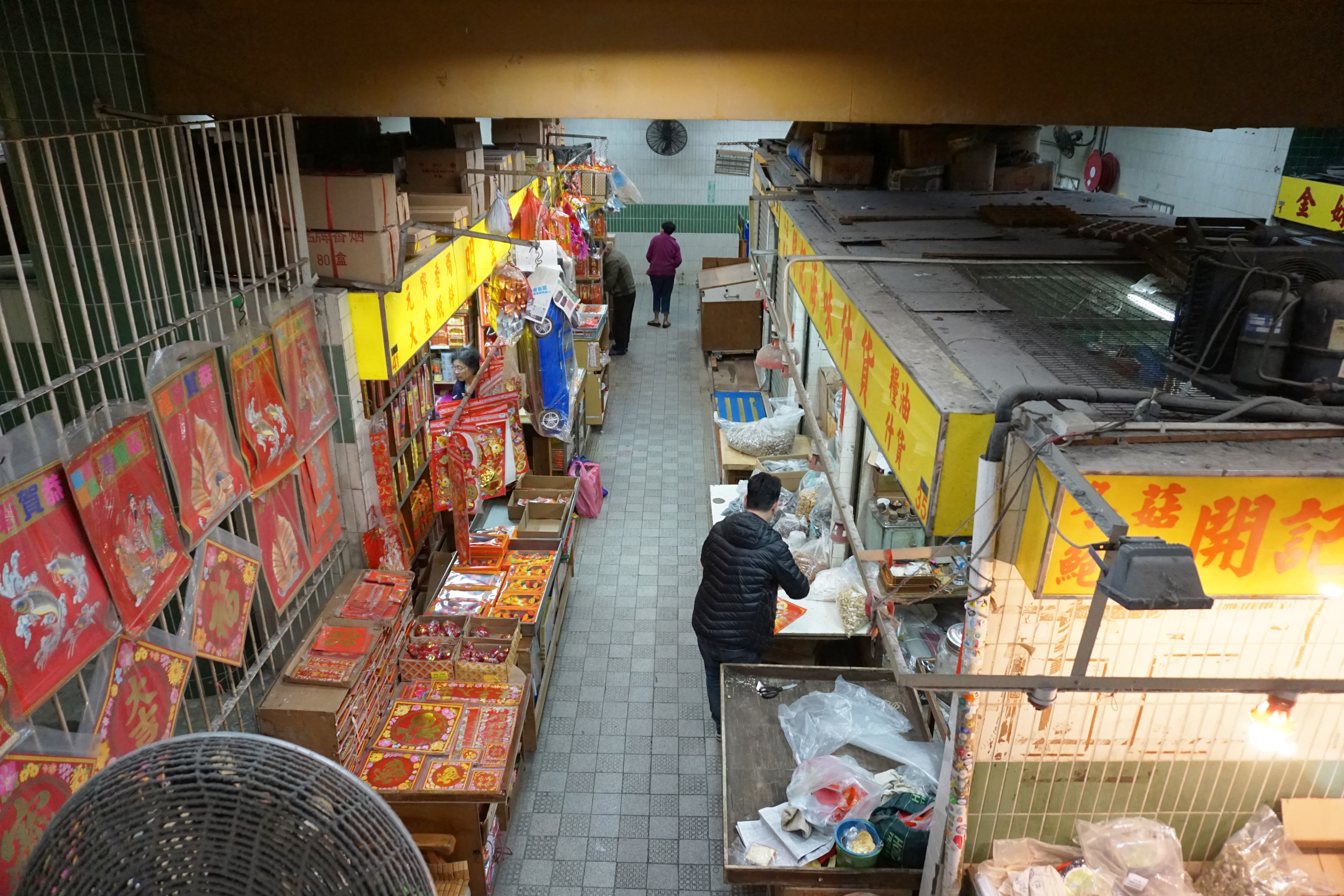
興田街市香燭祭品及海味糧油雜貨店
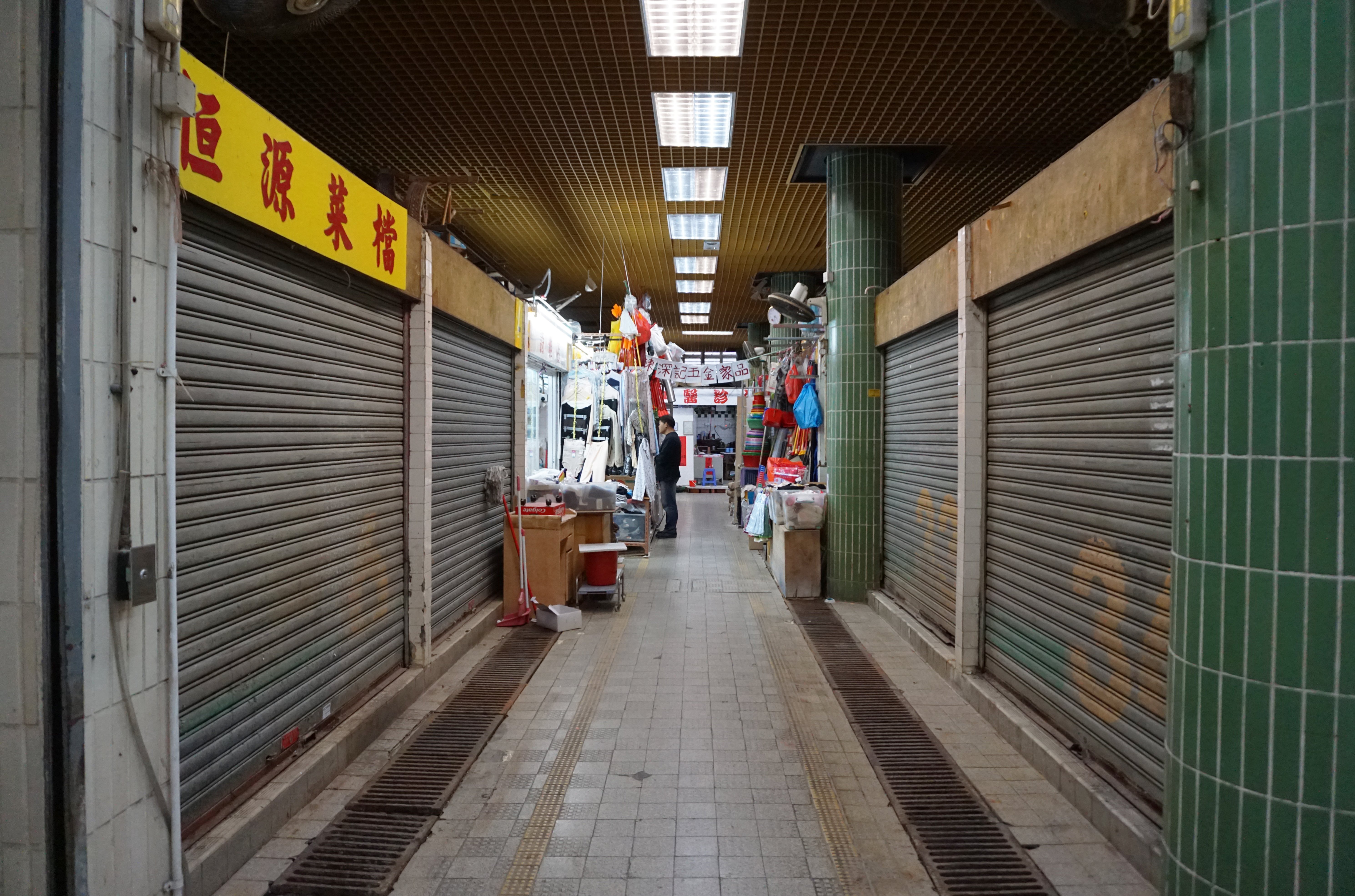
街市服裝、中醫及五金家庭用品店
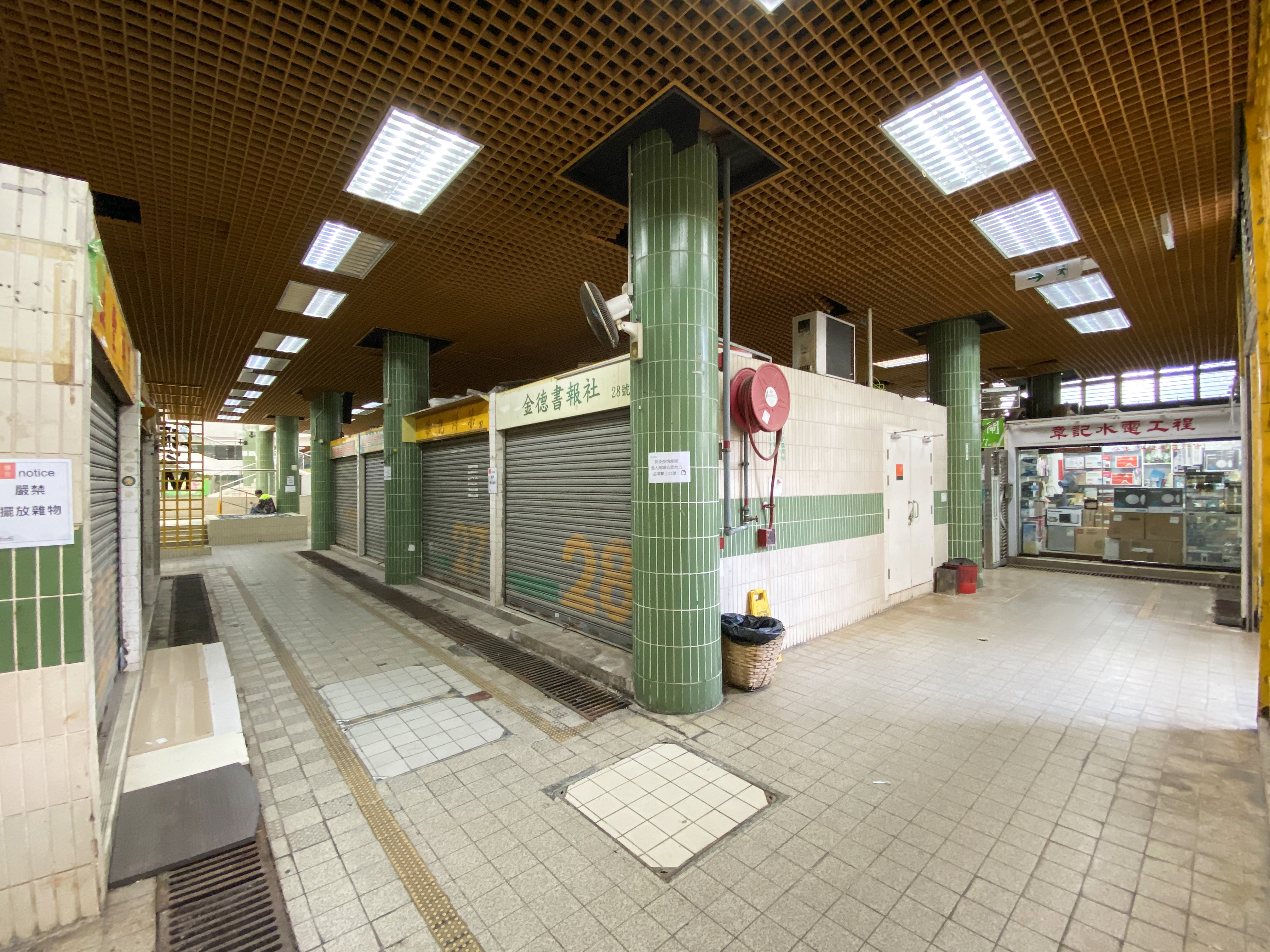
街市大部份檔位已經空置

## 所屬區議會
興田邨屬於興田選區，代號J18。現任區議員為民主黨成員葉梓傑。